# Ukrainian Book Institute
Het Ukrainian Book Institute (Oekraïens: Український інститут книги) is een staatsinstelling onder het Ministerie van Cultuur van Oekraïne. Het is opgericht om het staatsbeleid in de boekenindustrie vorm te geven, en het lezen van boeken in Oekraïne te bevorderen, het uitgeven van boeken te ondersteunen, vertaalactiviteiten aan te moedigen en Oekraïense literatuur in het buitenland te promoten.

## Geschiedenis
Het Ukrainian Book Institute werd opgericht in 2016. Rostyslav Semkiv was de eerste gekozen "waarnemend" directeur van het instituut, en in juni 2017 had het instituut een "officiële" directeur — Tatiana Teren. Ze slaagde erin de basis te leggen voor haar activiteiten: documentatie voorbereiden, en de arbeidsomstandigheden te regelen. Zes maanden later vertrok Teren. Voorafgaand aan de verkiezing van de volgende directeur werden de taken van het hoofd van het instituut vervuld door Sergej Jasinsky en vervolgens door Roeslan Myronenko. Volgens de resultaten van de nieuwe verkiezing, die plaatsvond op 26 juli 2018, was de winnaar Olexandra Koval, directeur van de ngo Forum of Publishers. Ze begon op 10 oktober 2018 te werken als waarnemend directeur. Op 12 december werd Olexandra Koval officieel op de post benoemd.

### Doelstellingen
- financiering van vertalingen van en naar het Oekraïens;
- uitvoering van overheidsprogramma's met betrekking tot de popularisering en ondersteuning van lezen;
- het organiseren van wedstrijden voor de uitgave van boeken tegen openbare kosten die nog niet zijn gepubliceerd;
- uitvoering van residentieprogramma's voor kunstenaars;
- het starten van onderzoek en uitschrijven van enquêtes over de uitgeverijsector in Oekraïne, om de ontwikkeling ervan vorm te geven;
- ondersteuning voor uitgevers - zowel Oekraïens als buitenlands, die zich bezighouden met Oekraïense boeken;
- ontwikkelen en organiseren van evenementen ter ondersteuning van het uitgeven van Oekraïense boeken;
- tot stand brengen van communicatie tussen uitgevende bedrijven;
- samenwerking met de media;[10]

### Toepassingen
1. De promotie van Oekraïense literatuur in het buitenland - internationale projecten, deelname aan buitenlandse boekenbeurzen, oprichting van een wereldwijd netwerk van partners en mensen die geïnteresseerd zijn in Oekraïense literatuur.
2. Het ondersteuningsprogramma voor vertalingen dat de opkomst van vertalingen van Oekraïense literatuur promoot door beurzen te verstrekken aan buitenlandse uitgevers.
3. Het Oekraïense boekenprogramma ondersteunt en bevordert de ontwikkeling van de Oekraïense boekenmarkt door nieuwe publicaties te financieren.
4. Het digitale bibliotheekprogramma is een project om een complete digitale database van Oekraïense klassiekers, nieuwe boeken en zeldzame publicaties te creëren die voor iedereen beschikbaar is.
5. Het leesbevorderingsprogramma in Oekraïne bestaat uit een aantal nationale projecten die gericht zijn op het verbeteren van het leesniveau en de kwaliteit van het lezen van de bevolking.
6. Het aanvullen van de openbare bibliotheek programma-aanvulling van openbare bibliotheekcollecties in heel Oekraïne met up-to-date publicaties.

### Aanvullingsprogramma voor de openbare bibliotheek
Op 5 oktober 2018 start het Ukrainian Book Institute met het programma voor het aanvullen van openbare bibliotheken. Voor de uitvoering ervan verstrekte de staat 120 miljoen hryvnia's, door middelen uit het Oekraïense Boekprogramma te herverdelen. Het team van het instituut slaagde erin om het in zeer korte tijd te implementeren.
Het Ukrainian Book Institute ontving 2.779 aanmeldingen van 137 uitgevers. De raad van deskundigen selecteerde daaruit 741 boeken om op kosten van de staat aan te kopen. Er vonden een vergadering van de aanbestedingscommissie, onderhandelingsprocedures met uitgevers, een vergadering van de Raad van Commissarissen en publicatie van afgesloten contracten in het Prozorro- systeem plaats. Volgens de resultaten van het programma ontvingen openbare bibliotheken 984.449 exemplaren van 91 uitgeverijen, wat uiteindelijk 114.397.900 hryvnia kostte.

## Internationale evenementen
Het presenteren van landelijke stands op boekenbeurzen en festivals in het buitenland is een van de hoofdtaken van het Instituut. Een belangrijke prestatie in 2018 was de succesvolle deelname van Oekraïne aan de boekenbeurs van Frankfurt, het grootste evenement ter wereld in de uitgeverij.

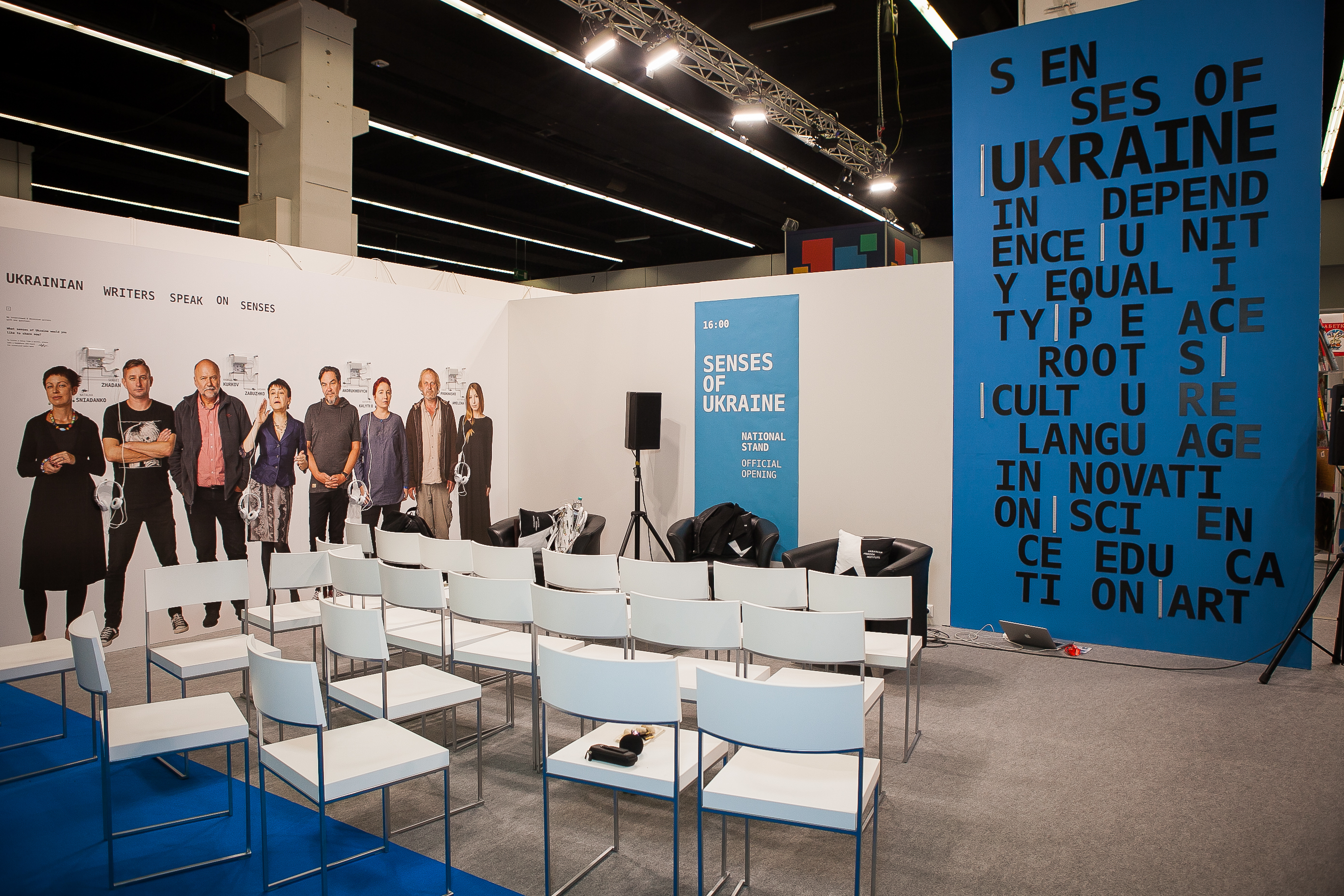
Senses of Ukraine was de slogan van de Oekraïense stand op de boekenbeurs van Frankfurt in 2018

De slogan van de Oekraïense stand was in 2018 Senses of Ukraine. Het kenmerkt de dubbele betekenis van het Engelse woord senses - 'gewaarwording' en 'betekenis'. De organisatoren gaven les over Oekraïne met behulp van de vier basissensaties: horen, zien, voelen en proeven. Het visuele concept van de Oekraïense stand is ontwikkeld door Andrey Linik, mediakunstenaar, kunsthistoricus en curator van multimediaprojecten.
In een ruimte van 140 vierkante meter kon je levensgrote afbeeldingen zien van beroemde Oekraïense schrijvers en luisteren naar wat de Senses of Ukraine voor hen betekent. Met de deelname van het Mystetskyi Arsenal werd ook een interactieve VR-zone "Getting to know Tukoni" ontwikkeld, gebaseerd op de boeken van Oksana Bula "Tukoni - a resident of the forest", "Bison Looks For A Nest" en "Bear Does Not Want to Sleep. "
De opening van de Oekraïense stand werd bijgewoond door Tobias Foss, de vice-president van de boekenbeurs. Hij sprak samen met de vice-premier van Oekraïne Pavlo Rozenko , vice-minister van Cultuur Yuriy Rybachuk en voorzitter van de Association of Publishers and book Distributors Alexander Afonin, de gasten toe.
Een van de belangrijkste attracties op de beurs van Oekraïne waren de illustratoren, die herhaaldelijk in het buitenland werden geroemd.

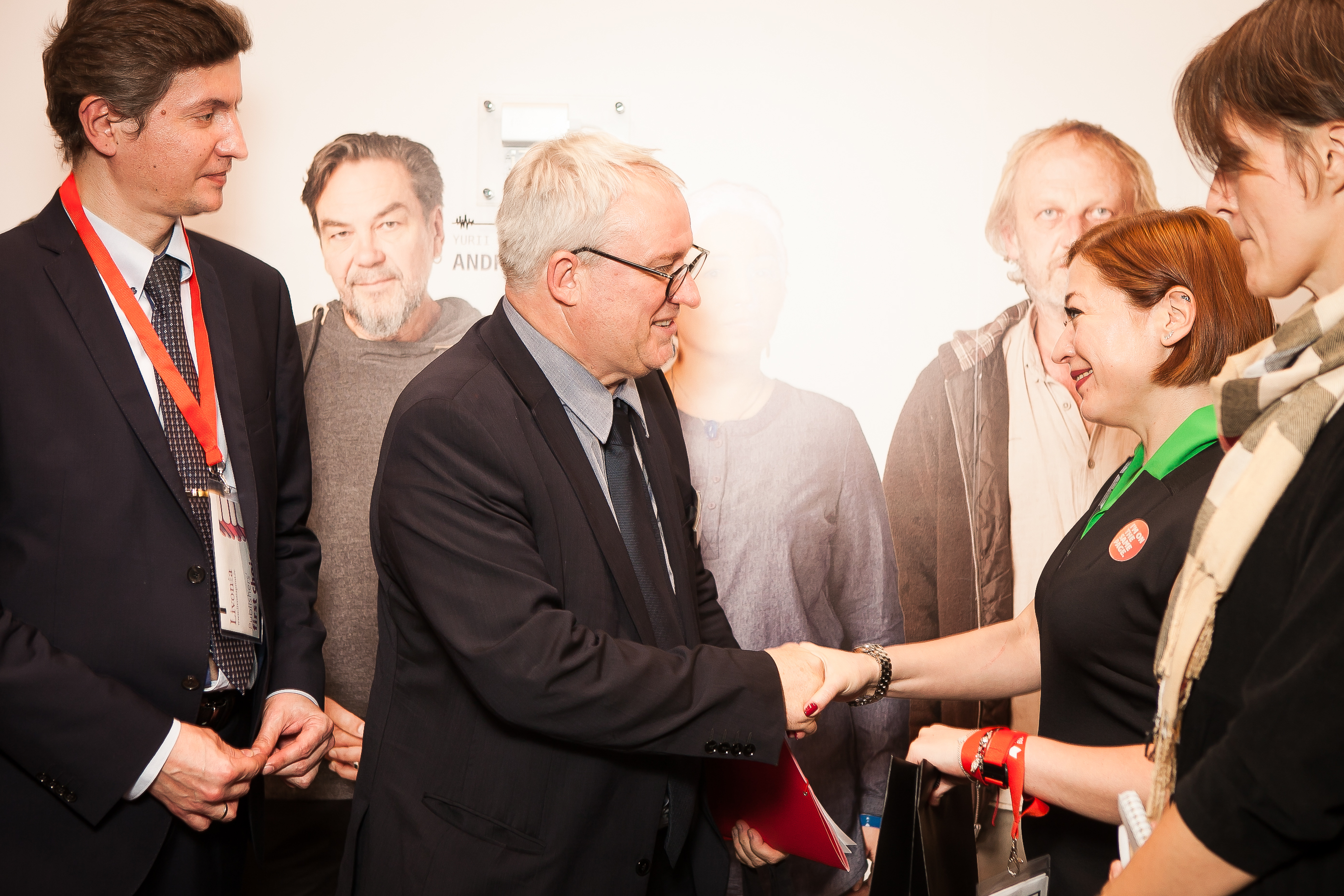
Tobias Voss, vice-president van de boekenbeurs van Frankfurt, op de Oekraïense stand.

Samen met het Ukrainian Book Institute gingen 16 uitgevers naar Frankfurt: The Old Lion Publishing House, Folio, Family Leisure Club, Nash Format, Ivan Malkovich Publishing House - " A-ba-ba -ha-la-ma-ha, 'Bohdan Books', 'Fountain of Fairytales', 'Summit Book', 'KM books', 'Perun', 'Bright Books', 'Lybid', 'Art Nation', ' Mamino, "en het bureau voor culturele ontwikkeling.
Deelnemers aan het Oekraïense programma waren:
- Serhii Plokhy - historicus, professor aan de Harvard University, auteur van de boeken Gates of Europe, Chernobyl: a History of Tragedy en Cossack mythe
- Joerij Doerkot - beste Duitse vertaler van 2018
- Kateryna Kalytko - Oekraïense dichter en schrijver, auteur van een aantal poëziebundels en van een verzameling korte verhalen Land of the Lost
- Victoria Amelina - Oekraïens schrijfster, auteur van de boeken Dom's Dream Kingdom en She did it
- Evgeny Stasinevich - literatuurcriticus
- Mustafa Dzhemilev - Presidentieel commissaris voor het Krim-Tataarse volk, bekend persoon, dissident, politieke gevangene
- Alim Aliyev - journalist, bekende activist, oprichter van de organisatie Crimea SOS en het centrum Crimean house in Lviv, auteur van het boek Mustafa Dzhemilev: indestructible

De On the same page-campagne, gewijd aan de zeventigste verjaardag van de invoering van de mensenrechtenverklaring, was een belangrijk aandachtspunt op de beurs in Frankfurt. Binnen zijn landsgrenzen organiseerde Oekraïne een actie ter ondersteuning van Oekraïense politieke gevangenen die illegaal op het grondgebied van de Russische Federatie worden vastgehouden. Beroemde schrijvers lazen de verhalen van Oleg Sentsov voor en voerden een stil protest voor de Russische tribune.

### Boekenbeurs in Praag "World of Books 2018"
Het Ukrainian Book Institute organiseerde samen met de Ambassade van Oekraïne in Tsjechië een nationale stand op de Praagse Boekenbeurs World of Books 2018. Voor het eerst nam een culturele instelling eraan deel, daarvoor werd de stand georganiseerd door lokale Oekraïners en vertegenwoordigers van de diaspora.
Elf uitgeverijen namen deel aan de Tsjechische beurs: " A-ba-ba-ha-la-ma-ha ", " Nash Format ", "Old Lion Publishing House", "Komora", "Vydavnytstvo", "Perun", "Bright books", "Nebo Booklab Publishing", "Oko", "Book Chef" en de literaire wedstrijd "Coronation of the Word." Onder de schrijvers werd Oekraïne vertegenwoordigd door Kateryna Kalytko, Iryna Tsilyk, Artem Tsjech en Tanja Maljartschuk.
De Oekraïense stand werd bezocht door de minister van Cultuur van de Tsjechische Republiek Ilya Schmid, ambassadeur van Oekraïne in de Tsjechische Republiek, Yevhen Perebiynis, en directeur van het Staatsboekinstituut "Czech Lit" Onjay Buddeus.

## Evenementen in Oekraïne

### Uitgeversforum
Het Ukrainian Book Institute werd samen met de ngo Forum of Publishers medeorganisator van evenementen op het 25e Book Forum.
Het meest spraakmakende evenement was BookUp Night, waarin uitgeversspecialisten spraken over hun grappigste mislukkingen. Dit werd bijgewoond door Ivan Malkovytsj, directeur van de uitgeverij "a-Ba-Ba-Ga-la-ma-ga", schrijver Oksana Zaboezjko, voormalig hoofdredacteur van de Oekraïense " Esquire " Alexey Tarasov, journalist en vertaler Irina Slavinskaya, en directeur van de uitgeverij " Nash Format " Anton Martynov.
Daarnaast organiseerde het Ukrainian Book Institute een discussie over de film The Wild Fields, gebaseerd op Serhij Zjadans bestseller "Voroshilovgrad". De regisseur van de film, Yaroslav Lodygin, sprak met Alexey Tarasov, en met vertegenwoordigers van de filmstudio Film UA en de auteur van een boek over kunst op het snijvlak van literatuur en film. Bovendien toonde Lodygin beelden van de film, die op 8 november 2018 werd uitgebracht.

### Creatief Oekraïne
Het team van het Ukrainian Book Institute was medeorganisator van het seminar Publishers' Guide: How to Conquer Europe in het kader van het forum "Creative Ukraine". Het evenement werd bijgewoond door Jax Thomas, directeur van de London Book Fair, die voor het eerst Oekraïne bezocht. Tijdens haar aankomst werd de deelname van de Oekraïense stand in Londen besproken. Daarnaast deelde Thomas haar ervaring met het leiden van grootschalige literaire evenementen.
Het seminarie werd ook bijgewoond door Olga Brzezinska, voorzitter van de Stichting Krakau - Literatuurstad, bestuurslid van de New Art Foundation ZNACZY SIĘ en programmadirecteur van literaire festivals. Op uitnodiging van het Ukrainian Book Institute hield ze vier bijeenkomsten: ze vertelde Oekraïense uitgevers hoe ze hun plaats in de markt konden vinden en hun eigen merk konden ontwikkelen, nam deel aan een paneldiscussie, besprak kwesties met Forumbezoekers tijdens de sessie en leidde een openbaar interview met Jax Thomas.

### The East Reads
Het Ukrainian Book Institute werd partner van het The East Reads-project, waar hedendaagse Oekraïense schrijvers een aantal bibliotheken in de regio's Luhansk en Donetsk bezochten. Door tussenkomst van het instituut werden meer dan tweeduizend Oekraïense boeken aan bibliotheken geschonken. Ongeveer 30 bibliotheken in 15 plaatsen namen deel aan het project. Het werd georganiseerd door de Serhij Zjadan Foundation met steun van de International Renaissance Foundation.
Ze ontmoetten volwassenen en kinderen in lokale bibliotheken, die daardoor het middelpunt van sociaal en cultureel leven werden. Bibliothecarissen en lezers kregen de gelegenheid om in contact te komen met de auteurs van boeken die werden ingediend bij bibliotheken in hun steden als onderdeel van het programma om de collecties van openbare bibliotheken aan te vullen.